# Gran Sinagoga de Sídney
La Gran Sinagoga de Sídney (en inglés: Great Synagogue) es una gran sinagoga en la ciudad de Sídney en Australia. Se encuentra ubicada en la calle Elizabeth, frente al parque Hyde y se extiende hasta la calle Castlereagh.
La Gran Sinagoga fue diseñada por el arquitecto Thomas Rowe (que no era judío), y consagrada en 1878. Combina elementos de estilo bizantino y características góticas. Este edificio, a menudo se describe como la "sinagoga catedral" de Australia.